# 604 (álbum)
604 es el álbum debut de la banda británica de electropop Ladytron. Fue lanzado en 2001 bajo Emperor Norton Records.

## Lista de canciones
1. "Mu-Tron" (Ladytron) – 2:58
2. "Discotraxx" (Ladytron) – 3:50
3. "Another Breakfast With You" (Ladytron) – 3:03
4. "Cska Sofia" (Ladytron) – 2:22
5. "The Way That I Found You" (Ladytron) – 3:29
6. "Paco!" (Ladytron) – 3:00
7. "Commodore Rock" (Ladytron) – 4:47
8. "Zmeyka" (Ladytron) – 3:14
9. "Playgirl" (Ladytron) – 3:49
10. "I'm With the Pilots" (Ladytron) – 2:43
11. "This Is Our Sound" (Ladytron) – 4:09
12. "He Took Her to a Movie" (Ladytron) – 3:10
13. "Laughing Cavalier" (Ladytron) – 1:08
14. "Ladybird" (Grimes, Ladytron) – 4:38
15. "Jet Age" (Ladytron) – 3:10
16. "Skools Out..." (Ladytron) – 4:06

### Canciones adicionales
El 20 de julio de 2004, el álbum fue relanzado con 4 canciones adicionales. Las primeras tres son grabaciones de un concierto llevado a cabo en Sofía, Bulgaria.
1. "USA vs. white noise"(Ladytron) – 4:05
2. "He Took Her to a Movie"(Ladytron) – 5:15
3. "Commodore Rock"(Ladytron) – 4:31
4. "Playgirl (Snap ant remix)" (Ladytron) – 6:13

- Datos: Q667863